# Lovisa Kristina av Savojen
Lovisa Kristina av Savojen, född 1629, död 1692, var en prinsessa av Savojen, gift 1642 med sin farbror prins Maurice av Savojen.
Lovisa Kristina utpekades som utomäktenskaplig dotter till sin mor Christine Marie av Frankrike och en fransk hovman vid namn "Pommeuse". Hennes äktenskap arrangerades som en del av ett fredsfördrag mellan hennes mor och hennes farbror, vilken hade ifrågasatts moderns rätt att styra under hennes brors omyndighet. Fredsfördraget gjorde också maken till guvernör i Nice, där paret bosatte sig. Efter makens död 1657 bosatte hon sig i en villa utanför Turin.